# Aulacaspis penzigi
Aulacaspis penzigi är en insektsart som beskrevs av Leonardi 1907. Aulacaspis penzigi ingår i släktet Aulacaspis och familjen pansarsköldlöss. Inga underarter finns listade i Catalogue of Life.